# Radomir Šaper
Radomir Šaper (in serbo Радомир Шапер?; Belgrado, 9 dicembre 1925 – Belgrado, 6 dicembre 1998) è stato un cestista e dirigente sportivo jugoslavo, membro del FIBA Hall of Fame dal 2007 in qualità di contributore.

## Carriera
Ha militato in tre squadre della propria città natale: BASK Belgrado, Stella Rossa e Partizan; ha vestito la maglia della nazionale jugoslava.
Ha fatto parte della Commissione Tecnica della Federazione cestistica della Jugoslavia, di cui è poi divenuto Segretario generale per otto anni, e Presidente per altri otto. Ha presieduto la Commissione Tecnica FIBA dal 1972 al 1998.
Gli è riconosciuto un ruolo decisivo nello sviluppo internazionale delle regole della pallacanestro.